# حركة هاري كريشنا

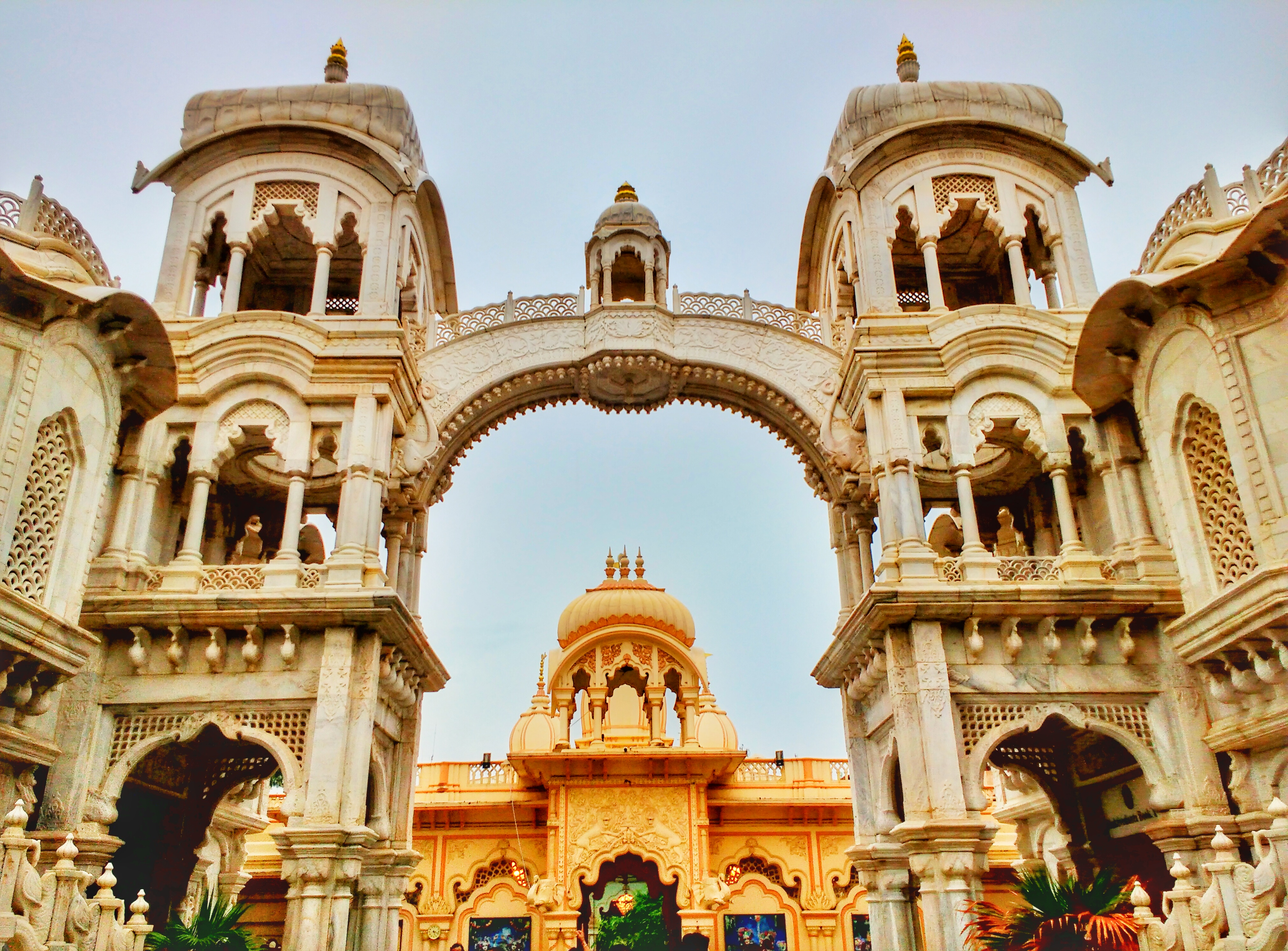
معبد لحركة هاري كريشنا في الهند.

إن الجمعية الدولية لوعي كريشنا (ISKCON)، المعروفة بالعامية باسم حركة هاري كريشنا أو هاري كريشنز هي منظمة دينية هندوسية لـجوديا فاشينافا.‌ وقد أسسها إيه سي بهاكتيفيدانتا سوامي برابهوبادا (A. C. Bhaktivedanta Swami Prabhupada) عام 1965 في مدينة نيويورك. وتقوم معتقداتها الأساسية على الكتب المقدسة الهندوسية، مثل سريماد بهاجافاتام وبهاجافاد جيتا اللذين يعود تاريخ كل منها إلى ما يزيد عن 5000 سنة، وفقًا للرؤية الهندوسية التقليدية. ينبع الظهور البارز للحركة وثقافتها من تقليد جوديا فاشينافا، التي كان لها أتباع في الهند منذ أواخر القرن الخامس عشر ومرتدون في أوائل الثلاثينيات من القرن العشرين. وفي إنجلترا في عام 1930.
أنشأت الجمعية الدولية لوعي كريشنا لنشر ممارسات بهاكتي يوجا، والتي يكرس فيها المحبون الطامحون (المعروفون بـالبهاكتاس) أفكارهم وأفعالهم من أجل إرضاء الرب الأعلى، كريشنا. وفي هذه الآونة، أصبحت الجمعية الدولية لوعي كريشنا اتحادًا عالميًا يضم أكثر من 400 دولة، بما في ذلك المجتمعات الزراعية، يهدف البعض منها للاكتفاء الذاتي و50 مدرسة و90 مطعمًا. في العقود الحديثة كانت التوسعات الأسرع للحركة فيما يتعلق بأعداد الأعضاء داخل أوروبا الشرقية (وخاصة منذ سقوط الاتحاد السوفيتي الاتحاد السوفيتي) والهند.
كانت الحركة موضع جدل. وقد وصُفت «بالطائفة» من قبل الحركة المُعادية للطائفة. في التسعينات واجهت حركة هاري كريشنا اتهامات بإساءة معاملة الأطفال، وأعترف قادتها بالإيذاء الجسدي والعاطفي والجنسي للأطفال الذين أرسلوا للعيش في المدارس الداخلية للحركة في الولايات المتحدة والهند في السبعينيات والثمانينيات من القرن العشرين. حيث كان يُضرب الأطفال بانتظام في المدرسة، وحرموا من الرعاية الطبية، وتعرضوا للتحرش الجنسي والاغتصاب.